# 爱德华·亚瑟·汤普森
爱德华·阿瑟·汤普森（英語：Edward Arthur Thompson，1914年5月22日—1994年1月1日）是一位出生于爱尔兰的英国历史学家，专门进行古典主义和中世纪研究。1948年至1979年，他曾任诺丁汉大学古典文学系教授和主任，并担任英国科学院院士。汤普森是研究古典时代晚期的先驱，几十年来一直是这一领域最杰出的英国学者。他对古罗马与匈奴人和西哥特人等“蛮族”之间的关系特别感兴趣，并因复兴有关早期日耳曼民族历史的英语学术而受到赞誉。汤普森关于这些主题的著作一直具有很高的影响力。

## 早年生活
爱德华·阿瑟·汤普森于1914年5月22日出生在爱尔兰沃特福德的一个虔诚的长老会家庭。他的父亲罗伯特·詹姆斯·汤普森有爱尔兰血统，是一位织布工的儿子，在国家健康保险公司工作。他的母亲玛格丽特·莫里森具有苏格兰血统，当她的父亲成为基爾肯尼郡奥蒙德伯爵庄园的经理时，她的父母已经定居在爱尔兰。1922年，汤普森一家搬到了都柏林。从都柏林的高中毕业后，汤普森进入了都柏林三一学院，并获得了奖学金，这是他与乔纳森·斯威夫特都享有的荣誉。他是家里第一个上大学的人。他的父亲可能想让他成为一名长老会牧师，但汤普森最终拒绝了他家庭的宗教清教主义。1936年，汤普森以优异的成绩从三一学院毕业，后来他把他选择古典学作为一门事业归功于他的高中校长的选择。